# Péguékaha
Péguékaha  est une localité du Nord de la Côte d'Ivoire et appartenant au département de Sinématiali, Région des Savanes.
Péguékaha était une commune jusqu'en mars 2012, date à laquelle elle est devenue l'une des 1126 communes du pays qui ont été abolies.

## Personnalités
Laurent Dona Fologo, homme politique ivoirien, plusieurs fois ministre et Président du Conseil économique et social de 2002 à 2011, est né dans la commune et y est inhumé le 5 février 2022.